# Rose Estes
Rose Estes (bürgerlich: Rose Hauser-Estes; * 21. September 1940 in Chicago) ist eine amerikanische Autorin, die vor allem für ihre Spielbücher zu Dungeons & Dragons und anderen Marken bekannt wurde.

## Karriere
Nachdem sich Estes in erster Ehe hatte scheiden lassen, nahm sie als alleinerziehende Mutter einen Job beim Tabletop-Hersteller TSR Hobbies in Lake Geneva an, dem Hersteller des Rollenspiel-Regelwerks Dungeons & Dragons. Ihre ursprüngliche Aufgabe war Öffentlichkeitsarbeit gegenüber Eltern und Institutionen wie Schulen oder Kirchen, zu einer Zeit, als Dungeons & Dragons in Verbindung mit Teufelsanbetung und jugendlichen Selbstmorden gebracht wurde. Inspiriert von einem Spielbuch des Autors R. A. Montgomery aus der Reihe Choose Your Own Adventure schuf Estes für TSR mit Endless Quest eine eigene Spielbuchreihe für Kinder und Jugendliche. Die Romane bauten auf den verschiedenen Rollenspielwelten von TSR – mehrheitlich Dungeons & Dragons – auf. In einer ersten Welle kamen zwischen 1982 und 1987 insgesamt 36 Romane auf den Markt, davon steuerte Estes die ersten sieben sowie in Folge zwei weitere Romane bei.:52 Insgesamt verkauften sich die Romane 16 Millionen Mal und wurden in 28 Sprachen übersetzt. Nach dem Ausscheiden von Gary Gygax bei TSR 1985 schrieb Estes sechs Romane für die Kampagnenwelt Greyhawk, die erste von Gygax für D&D erschaffene Spielwelt.:40
Aufgrund des Erfolgs ihrer Bücher erhielt Estes von Random House einen Vertrag über zehn Bücher, darunter auch im Rahmen der Spielbuchreihe Find Your Fate. Neben Indiana Jones zählte dazu auch ein Roman zu Robert Arthurs The Three Investigators, der 1985 als zweiter Band der Find Your Fate Mysteries erschien. Die Franckh’sche Verlagshandlung als deutscher Lizenznehmer von The Three Investigators ließ das Buch von Übersetzerin Leonore Puschert auf einen linearen Handlungsstrang zusammenkürzen und brachte es als Roman unter dem Titel Die drei ??? und das Volk der Winde 1987 auf den deutschen Markt.
Sie heiratete in zweiter Ehe den Galeristen Gary Hauser und führt seit dessen Tod 2006 dessen Galerie in Seal Rock. Estes selbst wohnt in Waldport und hat vier Kinder. 2022 wurde sie im Rahmen der Origin Awards für ihre Arbeiten an der Endless-Quest-Reihe in die Hall of Fame der Academy of Adventure Gaming Arts and Design (AAGAD) aufgenommen.

## Bibliografie
Endless Quest / Abenteuer ohne Ende
- 1 Dungeon of Dread (1982), ISBN 0-935696-86-5
  - Deutsch: 8 Die Höhle des Ungeheuers. Übersetzt von Sabine Schubert, C. Bertelsmann (München 1984), ISBN 3-570-08308-X
- 2 Mountain of Mirrors (1982), ISBN 0-935696-87-3
  - Deutsch: 4 Der Berg der Spiegel. Übersetzt von Sabine Schubert, C. Bertelsmann (München 1984), ISBN 3-570-08304-7
- 3 Pillars of Pentegarn (1982), ISBN 0-935696-92-X
  - Deutsch: 3 Die Säulen von Pentegarn. Übersetzt von Sabine Schubert, C. Bertelsmann (München 1984), ISBN 3-570-08303-9
- 4 Return to Brookmere (1982), ISBN 0-935696-93-8
  - Deutsch: 9 Das singende Amulett. Übersetzt von Tony Westermayr, C. Bertelsmann (München 1985), ISBN 3-570-08309-8
- 5 Revolt of the Dwarves (1983), ISBN 0-88038-020-9
  - Deutsch: 1 Der Kampf der Zwerge. Übersetzt von Sabine Schubert, C. Bertelsmann (München 1984), ISBN 3-570-08301-2
- 6 Revenge of the Rainbow Dragons (1983), ISBN 0-88038-021-7
  - Deutsch: 2 Die Rache der Regenbogendrachen. Übersetzt von Sabine Schubert, C. Bertelsmann (München 1984), ISBN 3-570-08302-0
- 7 Hero of Washington Square (1983), ISBN 0-88038-022-5
- 10 Circus of Fear (1983), ISBN 0-88038-037-3
  - Deutsch: 10 Die Welt von Grayhawk. Übersetzt von Götz Pommer, C. Bertelsmann (München 1985), ISBN 3-570-08310-1
- 13 Dragon of Doom (1983), ISBN 0-88038-100-0
  - Deutsch: 6 Die Burg des Schwarzen Drachen. Übersetzt von Sabine Schubert, C. Bertelsmann (München 1984), ISBN 3-570-08306-3

Find Your Fate
- Indiana Jones and the Lost Treasure of Sheba (1984), ISBN 978-0-345-31664-6
- The Three Investigators in The Case of the Dancing Dinosaur (1985), ISBN 978-0-394-86431-0
  - Deutsch: Die drei ??? und das Volk der Winde. Übersetzt von Leonore Puschert. Franckh (Stuttgart 1987), ISBN 3-440-05776-3
- The Trail of Death (1985), ISBN 978-0-394-86432-7
- The Mystery of the Turkish Tattoo (1986), ISBN 978-0-394-86434-1

Greyhawk Adventures
- 3 Master Wolf (1987), ISBN 978-0-88038-457-5
- 4 The Price of Power (1987), ISBN 978-0-88038-458-2
- 5 The Demon Hand (1988), ISBN 978-0-88038-542-8
- 6 The Name of the Game (1988), ISBN 978-0-88038-614-2
- 7 Dragon in Amber (1988), ISBN 978-0-88038-650-0
- 8 The Eyes Have It (1989), ISBN 978-0-88038-755-2

Hunter
- The Hunter (1990), ISBN 978-0-445-20970-1
- The Hunter: On Arena (1991), ISBN 978-0-446-36136-1
- The Hunter: Victorious (1992), ISBN 978-0-446-36224-5

Katherine Sinclair
- Troll Quest (1995), ISBN 978-0-441-00145-3
- Troll Taken (1993), ISBN 978-0-441-82414-4

Rune Sword Series
- 2 Skryling’s Blade (1990) (mit Tom Wham), ISBN 978-0-441-73695-9
- 6 The Stone of Time (1992) (mit Tom Wham), ISBN 978-0-441-73699-7

Saga of the Lost Lands
- 1 Saga of the Lost Lands: Blood of the Tiger (1987), ISBN 978-0-553-17677-3
- 2 Saga of the Lost Lands: Brother to the Lion (1988), ISBN 978-0-553-27213-0
- 3 Saga of the Lost Lands: Spirit of the Hawk (1988), ISBN 978-0-553-27408-0

Weitere
- Children of the Dragon (1985), ISBN 978-0-394-86433-4
- Elfwood (1992) (mit Bill Fawcett), ISBN 978-0-441-18376-0
- Iron Dragons: Mountains and Madness (1993), ISBN 978-0-671-72190-9
- The Chow Chow Club, Inc. Celebrates 100 Years: 1906–2006 (2006)
- Vintage Photos of Terriers (2006)
- The West Highland White Terrier. Its History Through Word, Art and Vintage Photographs (2009), ISBN 978-1-892076-62-5